# Wilfried Rittau
Wilfried Rittau (* 8. Juli 1932 in Wismar; † 2. Januar 2022) war ein deutscher Kirchenmusiker.

## Leben
Rittau studierte Kirchenmusik an der Musikhochschule Lübeck sowie an der Hochschule für Künste Bremen. 1956 legte er das B- und 1962 das A-Examen ab. 1956 wurde er Kantor an der Nikolaikirche in Diepholz. Seit 1962 wirkte er als Kantor an der Kreuzkirche in Wuppertal-Elberfeld. Er leitete den kleinen Chor des Posaunenwerkes der EKD und komponierte Musik für Blechbläser. Für seine Verdienste wurde er 1984 zum Kirchenmusikdirektor ernannt. 1998 trat Rittau in den Ruhestand und leitete daraufhin für gut 10 Jahre den Chor der Elberfelder Friedhofskirche und den Posaunenchor des CVJM in Katernberg. Des Weiteren versah er als Ruheständler den Orgeldienst in der Bergischen Diakonie Aprath.